# Søren Bald
Søren Bald (født 3. december 1940) er tidl. højskoleforstander og fra 2001 til september 2009 landsformand for Det Radikale Venstre..
Bald er uddannet folkeskolelærer og senere cand.mag. i samfundsfag og historie fra Københavns Universitet. Efter endt uddannelse arbejdede han som underviser ved Hærens Officersskole, Søværnets Officersskole og Forsvarets Civilundervisning. En periode var han adjunkt på Christianshavns Gymnasium, indtil han i 1982 blev forstander for Krogerup Højskole. Den stilling forlod han i 2001.
Sideløbende havde han forskellige tillidsposter i den lokale radikale kreds- og lokalforening. Fra 1990-1995 var han bestyrelsesmedlem i Foreningen for Folkehøjskoler og fra 1995 til 1999 formand for samme.
I 1994 stiftede han Foreningen Brevklubben, som i samarbejde med Godskesens Realskole har været banebrydende indenfor interkulturel ungdomskultur mellem Danmark og Østeuropa.